# مطار تشنغتشو الدولي
مطار تشنغتشو الدولي (بالإنجليزية: Zhengzhou Xinzheng International Airport)‏ (إياتا: CGO، إيكاو: ZHCC) يقع في مدينة تشنغتشو في جمهورية الصين الشعبية. صنف مطار تشنغتشو الدولي في المرتبة الحادية والعشرون في الصين من حيث عدد الركاب عام 2011 وفقًا لإدارة الطيران المدني في الصين، حيث تعامل مع 10,150,075 راكب، وبلغ إجمالي حركة الطائرات (القادمة والمغادرة) 93,014 طائرة وقد بلغت كمية البضائع المنقولة عبر المطار 102,802 طن.

## شركات الطيران والوجهات

### الركاب

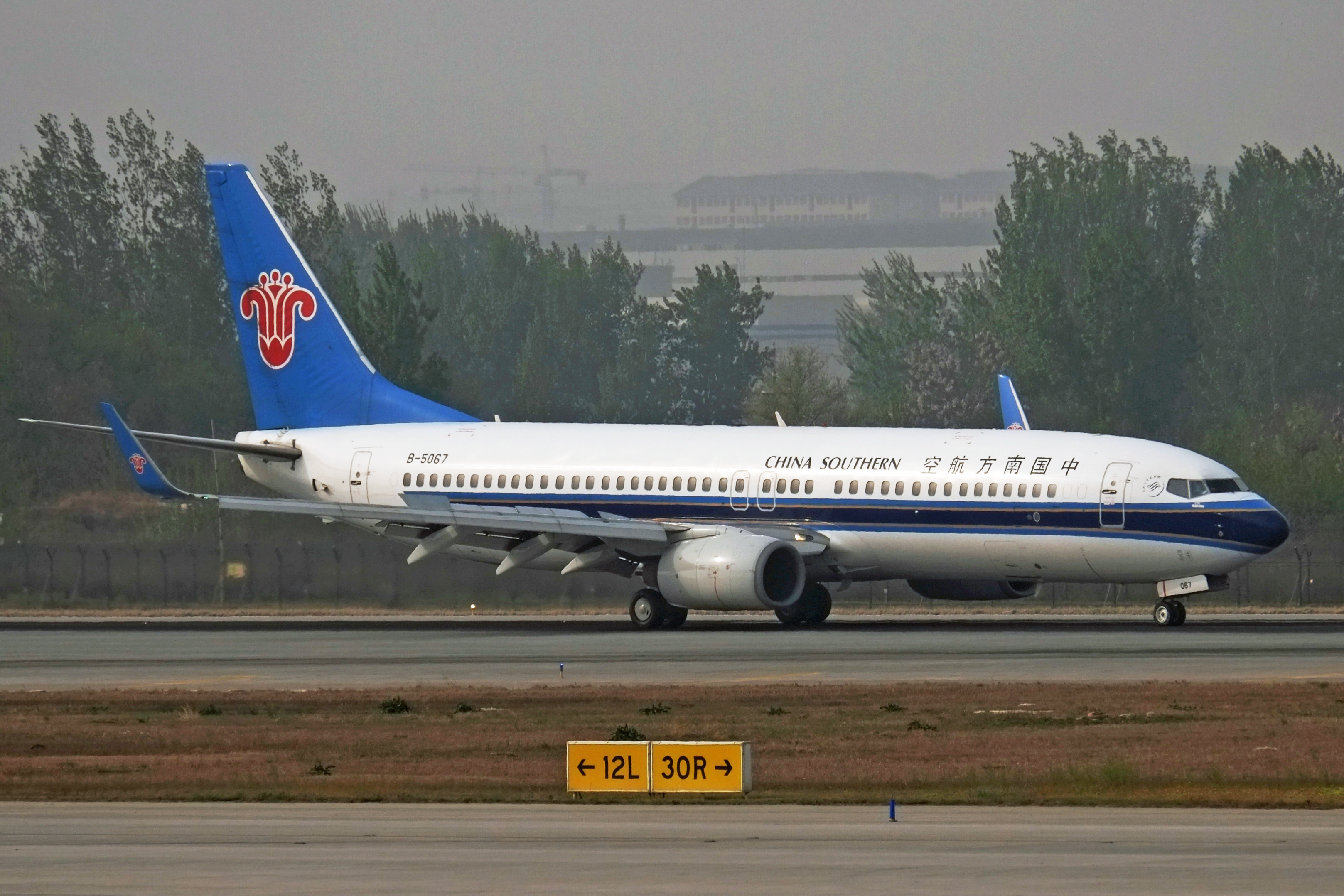
طائرة بوينغ 737 الجيل القادم تابعة خطوط جنوب الصين الجوية في المدرج 12L

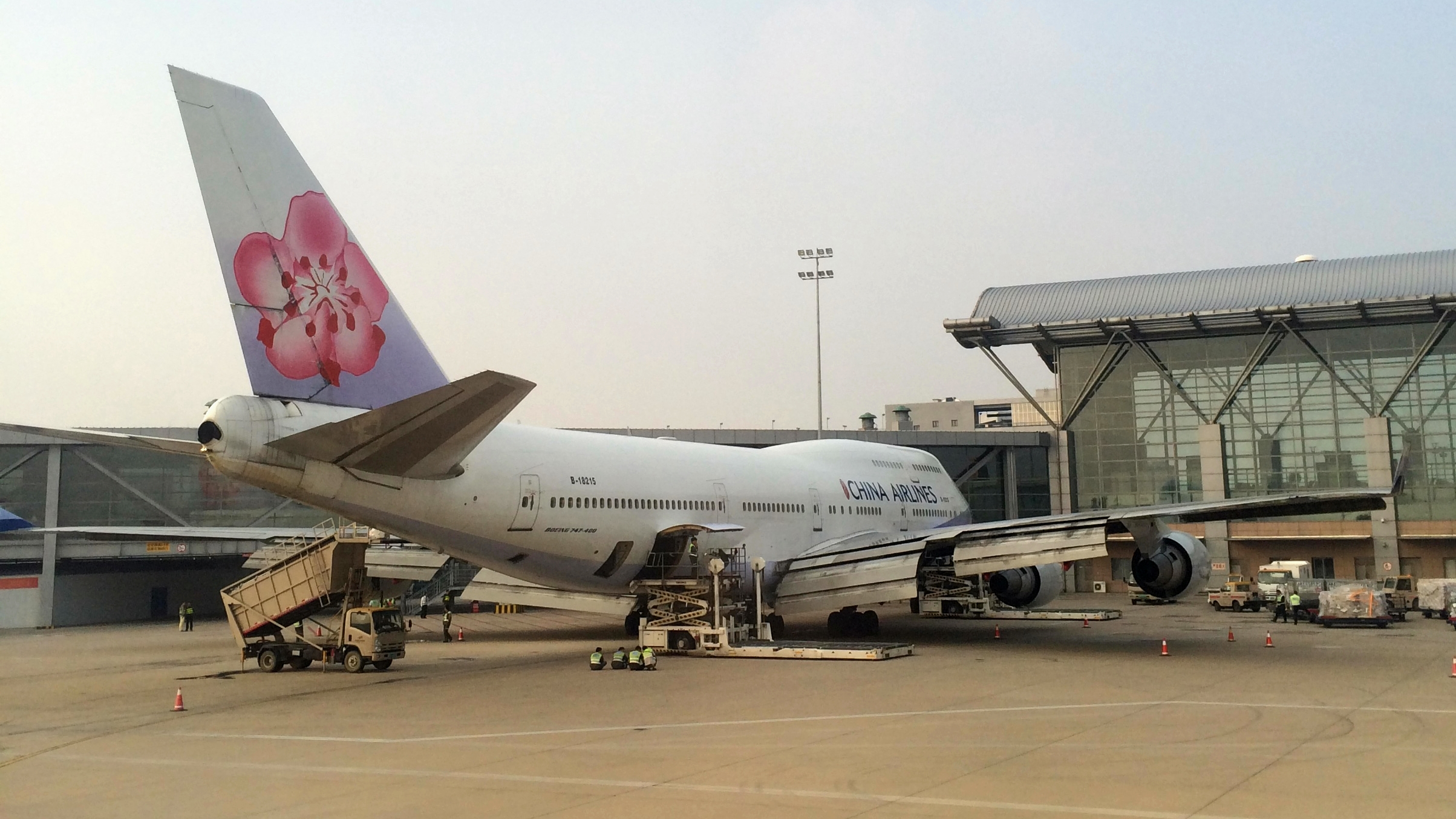
طائرة بوينغ 747-400 تابعة ل الخطوط الجوية الصينية في المحطة 1 في 2015

| شركـات طيـران             | الوجهات |
| ------------------------- | --- |
| 9 Air                     | مطار دون موينغ، مطار تشانغتشون الدولي، مطار قوانغتشو باييون الدولي، مطار قوييانغ لونغدونغابو الدولي، مطار هاربين الدولي، مطار هوهوت بايتا الدولي، مطار شنيانغ الدولي |
| طيران الصين               | مطار بكين العاصمة الدولي، مطار تشانغتشون الدولي، مطار تشنغدو شوانغليو الدولي، مطار جينغديو الجديد، مطار تشونغتشينغ جيانغبى الدولي، مطار دونغينغ شنغلي، مطار هانغتشو شياوشان الدولي، مطار شياويانغ واغانغ، مطار ولانغاب، مطار ونزهو يونجقيانج الدولي، مطار شيامن قاوتشي الدولي، Zhanjiang |
| Air Guilin                | مطار إينشي شوجيابينغ، مطار قويلين يانغ جيانغ الدولي، مطار ميشيان، مطار غينغادو جياودونغ الدولي، مطار جينجيانغ تشيوانتشو، مطار ونزهو يونجقيانج الدولي، مطار شيشوانغباننا غاسا، مطار يانتاي جاوشوي الدولي، Zhanjiang، مطار تشوهاى سانزو |
| طيران ماكاو               | مطار ماكاو الدولي |
| باتيك إير ماليزيا         | مطار كوتا كينابالو الدولي، مطار كوالالمبور الدولي |
| خطوط العاصمة بكين الجوية  | مطار هايكو ميلان الدولي، مطار هانغتشو شياوشان الدولي، مطار هوهوت بايتا الدولي، مطار ساني ليجيانغ، مطار غينغادو جياودونغ الدولي، مطار سانيا فينيكس الدولية، مطار أورومتشي الدولي، مطار شيامن قاوتشي الدولي |
| Cambodia Angkor Air       | مطار بنوم بنه الدولي |
| كاثي باسيفيك              | مطار هونغ كونغ الدولي |
| Chengdu Airlines          | مطار جينغديو الجديد، مطار فوتشو تشانغله الدولي، مطار قوييانغ لونغدونغابو الدولي، مطار لاسا الدولي، مطار سانيا فينيكس الدولية، مطار شنيانغ الدولي، مطار رينهواي ماوتاي |
| خطوط شرق الصين الجوية     | مطار هانغتشو شياوشان الدولي، مطار كونمينغ جانغشوي الدولي، مطار لانتشو تشونغ تشوان، مطار لوئهو يونلونغ، مطار نانجينغ الدولي، مطار نينغبو ليش الدولي، مطار غينغادو جياودونغ الدولي، مطار شانغهاي هونغكياو الدولي، مطار شانغهاي بودنغ الدولي، مطار ونزهو يونجقيانج الدولي، مطار شيامن قاوتشي الدولي، مطار يانتاي جاوشوي الدولي، مطار ينتشوان خه دونغ |
| طيران الصين اكسبرس        | مطار باوتو يرليبان، مطار تشونغتشينغ جيانغبى الدولي، مطار قوييانغ لونغدونغابو الدولي، مطار ماندالاي الدولي، مطار غينغادو جياودونغ الدولي، مطار قوزهو |
| خطوط جنوب الصين الجوية    | مطار اكسو، مطار آلتاي، مطار سوفارنابومي الدولي، مطار باوتو يرليبان، مطار تشانغتشون الدولي، مطار تشنغدو شوانغليو الدولي، مطار تشونغتشينغ جيانغبى الدولي، مطار دا نانغ الدولي، مطار قوانغتشو باييون الدولي، مطار قوييانغ لونغدونغابو الدولي، مطار هايكو ميلان الدولي، مطار هامي، مطار هانغتشو شياوشان الدولي، مطار هاربين الدولي، مطار خيخه، مطار هوهوت بايتا الدولي، مطار خوتان، مطار هوانغشان تونشي الدولي، مطار هويزهو، مطار جييانغ شاوشان، مطار جينغقانغشان، مطار كاراماي، مطار كاشغر الدولي، مطار كورلا، مطار كوالالمبور الدولي، مطار كونمينغ جانغشوي الدولي، مطار ساني ليجيانغ، مطار لندن هيثرو، مطار لوئهو يونلونغ، مطار نانينغ الدولي، مطار اوردوس إيجين هورو، مطار كانساي الدولي، مطار غينغادو جياودونغ الدولي، مطار غينهوانغادو بيداهي، مطار غيونغهاي بواو، مطار سانيا فينيكس الدولية، مطار إنتشون الدولي، مطار شانغهاي هونغكياو الدولي، مطار شانغهاي بودنغ الدولي، مطار شنيانغ الدولي، مطار شينزين باوان الدولي، مطار شانغي سنغافورة، مطار تايوان تاويوان الدولي، مطار تينغشونغ توفينغ، مطار ناريتا الدولي، مطار أورومتشي الدولي، مطار فانكوفر الدولي، مطار ونزهو يونجقيانج الدولي، مطار شيامن قاوتشي الدولي، مطار شينينغ الدولي، مطار وتايشهان، مطار ينتشوان خه دونغ، مطار ييوو، مطار يولين يو يانغ، مطار خه هوا تشانغجياجيه، Zhanjiang، مطار تشوهاى سانزو |
| Chongqing Airlines        | مطار جييانغ شاوشان |
| Colorful Guizhou Airlines | Dazhou، مطار قوييانغ لونغدونغابو الدولي |
| Dalian Airlines           | مطار داليان الدولي، مطار قويلين يانغ جيانغ الدولي |
| Donghai Airlines          | مطار باوتو يرليبان، مطار نانينغ الدولي، مطار نانتونغ شينغ دونغ، مطار شينزين باوان الدولي، مطار أورومتشي الدولي، مطار تشوهاى سانزو |
| إيفا للطيران              | مطار تايوان تاويوان الدولي |
| Fuzhou Airlines           | مطار فوتشو تشانغله الدولي |
| طيران جي إكس              | مطار هاربين الدولي، مطار نانينغ الدولي |
| خطوط هاينان الجوية        | مطار باوتو يرليبان، مطار داليان الدولي، مطار فوتشو تشانغله الدولي، مطار قوانغتشو باييون الدولي، مطار قويلين يانغ جيانغ الدولي، مطار هايكو ميلان الدولي، مطار هانغتشو شياوشان الدولي، مطار هوهوت بايتا الدولي، مطار كاشغر الدولي، مطار سانيا فينيكس الدولية، مطار شينزين باوان الدولي، مطار أورومتشي الدولي، مطار شيامن قاوتشي الدولي، مطار ينتشوان خه دونغ، مطار تشوهاى سانزو |
| I-Fly                     | عارض: مطار فنوكوفو الدولي |
| Jetstar Pacific           | موسمي عارض: مطار فو كوك الدولي |
| Jiangxi Air               | مطار داليان الدولي، مطار فوتشو تشانغله الدولي، مطار هايلار دونغشان، مطار هاربين الدولي، مطار جيايوغان، مطار كورلا، مطار نانتشانغ تشانغبى الدولي، مطار شيامن قاوتشي الدولي، Zhanjiang، مطار تشوهاى سانزو |
| Joy Air                   | مطار هاربين الدولي، مطار حيفي شينكياو الدولي، مطار هوانغشان تونشي الدولي، مطار شانغينغ ليوجي، Zhanjiang |
| خطوط جونياو الجوية        | مطار بايانور تيانجيتاي، مطار هلسنكي فانتا، مطار هويزهو، مطار شانغهاي بودنغ الدولي |
| كوريا للطيران             | مطار إنتشون الدولي |
| Kunming Airlines          | مطار كونمينغ جانغشوي الدولي، مطار تايتشو وقياو، مطار تينغشونغ توفينغ |
| Lanmei Airlines           | Sihanoukville |
| طيران لونج                | مطار تشانغتشون الدولي، مطار قوانغتشو باييون الدولي، مطار كاشغر الدولي، مطار كورلا، مطار لانتشو تشونغ تشوان، مطار ونزهو يونجقيانج الدولي، مطار شينينغ الدولي |
| خطوط لاكي الجوية          | مطار تشانغتشون الدولي، مطار جينغديو الجديد، مطار داليان الدولي، مطار قانتشو هوانتشين، مطار قوييانغ لونغدونغابو الدولي، مطار هايلار دونغشان، مطار كونمينغ جانغشوي الدولي، مطار ساني ليجيانغ، مطار نانينغ الدولي، مطار جينجيانغ تشيوانتشو، مطار سانيا فينيكس الدولية، مطار ونزهو يونجقيانج الدولي، مطار شيشوانغباننا غاسا، Zhanjiang، مطار تشوهاى سانزو |
| طيران نوك                 | مطار دون موينغ |
| Qingdao Airlines          | مطار كوغا كويشي، مطار غينغادو جياودونغ الدولي |
| سكوت للطيران              | مطار شانغي سنغافورة |
| خطوط شاندونغ الجوية       | مطار قويلين يانغ جيانغ الدولي، مطار قوييانغ لونغدونغابو الدولي، مطار هايكو ميلان الدولي، مطار كورلا، مطار لانتشو تشونغ تشوان، مطار غينغادو جياودونغ الدولي، مطار روغيانغ لولان، مطار أورومتشي الدولي، مطار شيامن قاوتشي الدولي، مطار يانتاي جاوشوي الدولي، مطار ينتشوان خه دونغ، مطار تشوهاى سانزو |
| خطوط شانغهاي الجوية       | مطار قويلين يانغ جيانغ الدولي، مطار قوييانغ لونغدونغابو الدولي، مطار كاراماي، مطار كونمينغ جانغشوي الدولي، مطار لانتشو تشونغ تشوان، مطار اوردوس إيجين هورو، مطار كانساي الدولي، Phuket، مطار شانغهاي هونغكياو الدولي، مطار شانغهاي بودنغ الدولي، مطار توربان جياهوي، مطار أورومتشي الدولي، مطار ونزهو يونجقيانج الدولي، مطار ينتشوان خه دونغ |
| خطوط شينزين الجوية        | مطار تشانغتشون الدولي، مطار داليان الدولي، مطار قويلين يانغ جيانغ الدولي، مطار هايكو ميلان الدولي، مطار هاربين الدولي، مطار هويزهو، مطار كونمينغ جانغشوي الدولي، مطار لانتشو تشونغ تشوان، مطار نانينغ الدولي، مطار شنيانغ الدولي، مطار شينزين باوان الدولي، مطار ونزهو يونجقيانج الدولي، مطار شينينغ الدولي، مطار يانتاي جاوشوي الدولي، مطار ينتشوان خه دونغ، مطار تشوشان بوتوشان |
| خطوط سيتشوان الجوية       | مطار تشانغتشون الدولي، مطار تشنغدو شوانغليو الدولي، مطار تشونغتشينغ جيانغبى الدولي، مطار هانغتشو شياوشان الدولي، مطار هاربين الدولي، مطار جييانغ شاوشان، مطار كونمينغ جانغشوي الدولي، مطار نانينغ الدولي، مطار سانيا فينيكس الدولية، مطار أورومتشي الدولي، مطار شيتشانغ تشينغشان، مطار شيشوانغباننا غاسا، مطار يانجي تشاويانغتشوان |
| Sky Angkor Airlines       | مطار بنوم بنه الدولي |
| سبرينغ (شركة طيران)       | مطار تشانغتشون الدولي، مطار داليان الدولي، مطار جييانغ شاوشان، مطار نينغبو ليش الدولي، مطار شانغهاي بودنغ الدولي، مطار شنيانغ الدولي |
| خطوط سوبارنا الجوية       | مطار تشيفنغ يولونغ، مطار هوهوت بايتا الدولي، مطار شانغهاي بودنغ الدولي، مطار شينزين باوان الدولي، مطار أورومتشي الدولي |
| Thai Lion Air             | مطار دون موينغ، Phuket |
| Thai Smile                | مطار سوفارنابومي الدولي |
| Thai VietJet Air          | مطار سوفارنابومي الدولي |
| خطوط تيانجين الجوية       | مطار تشونغتشينغ جيانغبى الدولي، مطار داليان الدولي، مطار فوتشو تشانغله الدولي، مطار قوييانغ لونغدونغابو الدولي، مطار هايكو ميلان الدولي، مطار هينغيانغ نانيوي، مطار هوهوت بايتا الدولي، مطار ليوبانشوي يويزهاو، مطار غينغادو جياودونغ الدولي، مطار سيدني، مطار تيانجين الدولي، مطار أورومتشي الدولي، مطار زوني شينزهو |
| طيران التبت               | مطار لاسا الدولي |
| أورومتشي للطيران          | مطار كاراماي، مطار كاشغر الدولي، مطار لانتشو تشونغ تشوان، مطار غينغادو جياودونغ الدولي، مطار غيونغهاي بواو، مطار أورومتشي الدولي، مطار ونزهو يونجقيانج الدولي، |
| الخطوط الجوية الفيتنامية  | عارض: مطار كام رانه الدولي |
| West Air ‏                 | مطار اكسو، مطار سوفارنابومي الدولي، مطار تشونغتشينغ جيانغبى الدولي، مطار داليان الدولي، مطار فوتشو تشانغله الدولي، مطار غولمود، مطار قوانغتشو باييون الدولي، مطار قوييانغ لونغدونغابو الدولي، مطار هايلار دونغشان، مطار حيفي شينكياو الدولي، مطار هوهوت بايتا الدولي، مطار جييانغ شاوشان، مطار كاشغر الدولي، مطار كورلا، مطار كونمينغ جانغشوي الدولي، مطار لاسا الدولي، مطار ساني ليجيانغ، مطار نانينغ الدولي، مطار كانساي الدولي، مطار غينغادو جياودونغ الدولي، مطار جينجيانغ تشيوانتشو، مطار شانغهاي بودنغ الدولي، مطار شنيانغ الدولي، مطار شينزين باوان الدولي، مطار توربان جياهوي، مطار أورومتشي الدولي، مطار ونزهو يونجقيانج الدولي، مطار شينينغ الدولي، مطار تشوهاى سانزو موسمي: مطار قويلين يانغ جيانغ الدولي، مطار ينتشوان خه دونغ |
| خطوط زيامن الجوية         | مطار داليان الدولي، مطار فوتشو تشانغله الدولي، مطار هانغتشو شياوشان الدولي، مطار هاربين الدولي، مطار لانتشو تشونغ تشوان، مطار جينجيانغ تشيوانتشو، مطار أورومتشي الدولي، مطار شيامن قاوتشي الدولي، مطار شينينغ الدولي، مطار ينتشوان خه دونغ |

### الشحن
| شركـات طيـران                 | الوجهات |
| ----------------------------- | --- |
| Aerotranscargo                | مطار آل مكتوم الدولي |
| AirBridgeCargo Airlines       | مطار شيريميتييفو الدولي (suspended) |
| طيران الصين للشحن الجوي       | مطار سخيبول أمستردام |
| كارغولوكس                     | مطار تيد ستيفنز أنكوراج الدولي، مطار هارتسفيلد جاكسون، مطار أوهير الدولي، Edmonton، Komatsu، مطار لندن ستانستد، مطار لوكسمبورغ، مطار نوفوسيبيرسك، مطار سرقسطة |
| Cargolux Italia               | مطار مالبينسا |
| كاثي باسيفيك                  | مطار هونغ كونغ الدولي، مطار شانغهاي بودنغ الدولي |
| الخطوط الجوية الصينية         | مطار نانجينغ الدولي، مطار تايوان تاويوان الدولي |
| الخطوط الجوية الصينية للشحن   | مطار شانغهاي بودنغ الدولي |
| الخطوط الجوية الصينية للبريد  | مطار نانجينغ الدولي، مطار شانغهاي بودنغ الدولي، مطار شيجياتشوانغ تشنغدينغ الدولي                                                                              |
| China Southern Airlines Cargo | مطار تيد ستيفنز أنكوراج الدولي، مطار قوانغتشو باييون الدولي                                                                                                   |
| خطوط هونغ كونغ الجوية         | مطار هونغ كونغ الدولي، مطار تيانجين الدولي |
| كوريا للطيران                 | مطار إنتشون الدولي، مطار شيان شيانيانغ الدولي |
| الشحن الجوي ماس               | مطار بينيتو خواريز الدولي |
| الخطوط الجوية القطرية         | مطار حمد الدولي |
| خطوط أس أف الجوية             | مطار هانغتشو شياوشان الدولي، مطار شينزين باوان الدولي، مطار ووهان الدولي، مطار سنن شوفانغ الدولي                                                              |
| Silk Way Airlines             | مطار سخيبول أمستردام، مطار حيدر علييف الدولي، مطار ماستريخت آخن                                                                                               |
| Sky Lease Cargo               | مطار تيد ستيفنز أنكوراج الدولي |
| خطوط سوبارنا الجوية           | مطار سخيبول أمستردام، مطار تيد ستيفنز أنكوراج الدولي، مطار أوهير الدولي، مطار فرانكفورت هان، مطار هانغتشو شياوشان الدولي                                      |
| خطوط يو بي إس الجوية          | مطار إنتشون الدولي |
| YTO Cargo Airlines            | مطار ناريتا الدولي |